# Ricanoptera prominula
Ricanoptera prominula är en insektsart som beskrevs av Schmidt 1905. Ricanoptera prominula ingår i släktet Ricanoptera och familjen Ricaniidae. Inga underarter finns listade i Catalogue of Life.